# Единбург (Илиноис)
Единбург (енгл. Edinburg) град је у америчкој савезној држави Илиноис.

## Демографија
По попису из 2010. године број становника је 1.078, што је 57 (-5,0%) становника мање него 2000. године.
| Група             | 2000.         | 2010.         |
| Белци             | 1.114 (98,1%) | 1.025 (95,1%) |
| Афроамериканци    | 2 (0,2%)      | 13 (1,2%)     |
| Азијати           | 2 (0,2%)      | 7 (0,6%)      |
| Хиспаноамериканци | 7 (0,6%)      | 11 (1,0%)     |
| Укупно            | 1.135         | 1.078         |